# Глазов, Николай Елизарович
Николай Елизарович Глазов (1919—1943) — лётчик-ас, участник Великой Отечественной войны, лейтенант Рабоче-крестьянской Красной Армии, Герой Советского Союза (1943).

## Биография
Николай Глазов родился 14 декабря 1919 года в посёлке Шилка (ныне — город в Забайкальском крае) в семье железнодорожника. Окончил среднюю школу, затем работал электромехаником, одновременно учился в аэроклубе. В 1938 году Глазов был призван на службу в Рабоче-крестьянскую Красную Армию. В 1940 году с отличием окончил Батайскую военную авиационную школу пилотов имени Серова. Проходил службу в 11-м истребительном авиаполку, дислоцировавшемся в Московской области. С первых дней Великой Отечественной войны — на её фронтах. Участвовал в битве за Москву и Сталинградской битве.
К маю 1943 года лейтенант Николай Глазов был заместителем командира 1-й эскадрильи 31-го гвардейского истребительного авиаполка 268-й истребительной авиадивизии 8-й воздушной армии Южного фронта. К тому времени он совершил 475 успешных боевых вылетов, принял участие в 62 воздушных боях, в которых сбил 13 самолётов лично и 5 — в группе (по данным наградного листа).
Указом Президиума Верховного Совета СССР от 1 мая 1943 года лейтенант Николай Глазов был удостоен высокого звания Героя Советского Союза с вручением ордена Ленина и медали «Золотая Звезда» за номером 954.
Участвовал в прорыве немецкой обороны на реке Миус. Вечером 30 июля 1943 года Глазов возвращался с боевого задания. Обнаружив немецкий корректировщик «FW-189», Глазов решил его сбить, однако весь боезапас кончился. Тогда Глазов принял решение совершить воздушный таран, однако в сумерках не рассчитал и врезался в фюзеляж вражеского самолёта, уничтожив его, но и сам погиб при взрыве своего самолёта. Похоронен в посёлке Штеровка Краснолучского горсовета Луганской области Украины. Всего за время войны он совершил 537 боевых вылетов, принял участие в 80 воздушных боях, сбив 21 самолёт противника лично и 7 — в группе по данным наградных документов (из них подтверждёнными являются 11 личных и 2 групповые победы).

## Награды
- Медаль «Золотая Звезда» Героя Советского Союза;
- два ордена Ленина;
- орден Отечественной войны 1-й степени;
- медали.

## Память
- Навечно зачислен в списки своего полка. На месте гибели Глазова установлен обелиск. В его честь названа улица в Шилке, там же установлены памятник и мемориальная доска на школе, где он учился[1].
- В апреле 1995 года имя Глазова присвоено 31-му гвардейскому истребительному авиационному Никопольскому Краснознамённому ордена Суворова полку.